# Evelyn Herlitzius
Evelyn Herlitzius (Osnabrück, 27 aprile 1963) è un soprano tedesco.

## Biografia
La Herlitzius ha avuto le sue prime lezioni di canto con il Prof. Hans Kagel ed Eckart Lindemann in Amburgo dopo aver avuto una formazione per diventare una ballerina.
Ha fatto il suo debutto sul palcoscenico lirico nel 1993 con il ruolo di Elisabeth in Tannhäuser di Wagner al Teatro di Stato di Flensburg
L'artista è anche insegnante di canto e tra i suoi allievi vi è Mojca Erdmann.

## CD parziale
- Strauss R, Elettra - Thielemann/Herlitzius, 2014 Deutsche Grammophon
- Strauss R, Elektra - Michaela Schuster/Evelyn Herlitzius/Camilla Nylund/Hubert Delamboye/Gerd Grochowski/De Nederlandse Opera/Netherlands Philharmonic Orchestra/Marc Albrecht, 2012 Challenge

## DVD & BLU-RAY parziale
- Strauss R: Die Frau ohne Schatten (Salzburg Festival, 2011) - Christian Thielemann, Opus Arte
- Verdi: Oberto, conte di San Bonifaco (Opera de Bilbao, 2007) - Carlo Ventre, Opus Arte
- Wagner, Tristano e Isotta - Thielemann/Gould/Herlitzius/Zeppenfeld/Paterson, 2015 Deutsche Grammophon